# 1960年3月13日月食
1960年3月13日月食为一次在协调世界时1960年3月13日出現的月全食。該次月食半影食分為2.567、全影食分為1.520。偏食維持了110分，全食維持47分。

## 概述
這次月食的食分是11.55，偏食維持了110分，全食維持47分。

## 基本參數
- 類型：月全食
- 食甚資料：
  - 日期：1960年3月13日
  - 時間：8:28
  - 月球位置：赤經11.55度、赤緯2.7度
  - 食分：半影食分：2.567、全影食分：1.520
  - 持續時間：偏食110分、全食47分

## 外部連結
- NASA月食專頁（页面存档备份，存于）（英文）